# INVADER (人工衛星)
INVADERは多摩美術大学、東京大学が製造した超小型衛星。2014年2月28日にH-IIAロケット23号機によって打ち上げられた。

## 概要
人工衛星を“宇宙と地上を結ぶメディア”として捉えた世界初の芸術衛星である。衛星から送られてくるデジタルデータにインターネットを介してアクセスすることで、衛星の状態を示すデータに連動したアート作品の制作などを行った。
2014年9月1日に大気圏再突入し、その任務を終えた。